# 高木波惠
高木波惠（日语：／ Takaki Namie，1908年10月11日—2020年2月28日），日本長壽女性，教師，熊本縣玉名市人。曾在日治臺灣擔任小學老師，2015年時通過書信聯繫上以前的學生後，以視訊的方式與學生們重敘師生情。

## 生平
高木波惠兒時跟隨擔任警察的父親來到日治臺灣，長大後任教於烏日公學校（今烏日國民小學），在臺灣當了約十年的小學教師。
2015年，在觀看關於臺灣日治時期嘉義農林棒球隊的電影《KANO》後，高木波惠想起了以前在臺灣任教的時光和自己的學生，便請女兒代筆寫信寄給曾經寄來過信的學生。由於住址年代久遠，經過郵遞員的努力搜尋，最終才找到了收件人。
2015年9月，高木波惠通過視訊，與以前的學生們通話。當年恰逢烏日國小百年校慶。
2020年2月28日，高木波惠逝世，享壽111歲。

## 圖庫

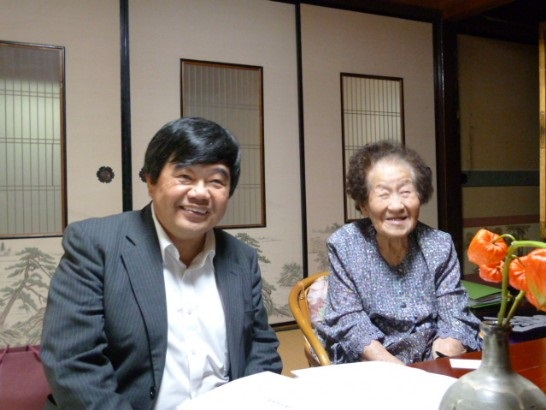
2015年，戎義俊拜會高木老師
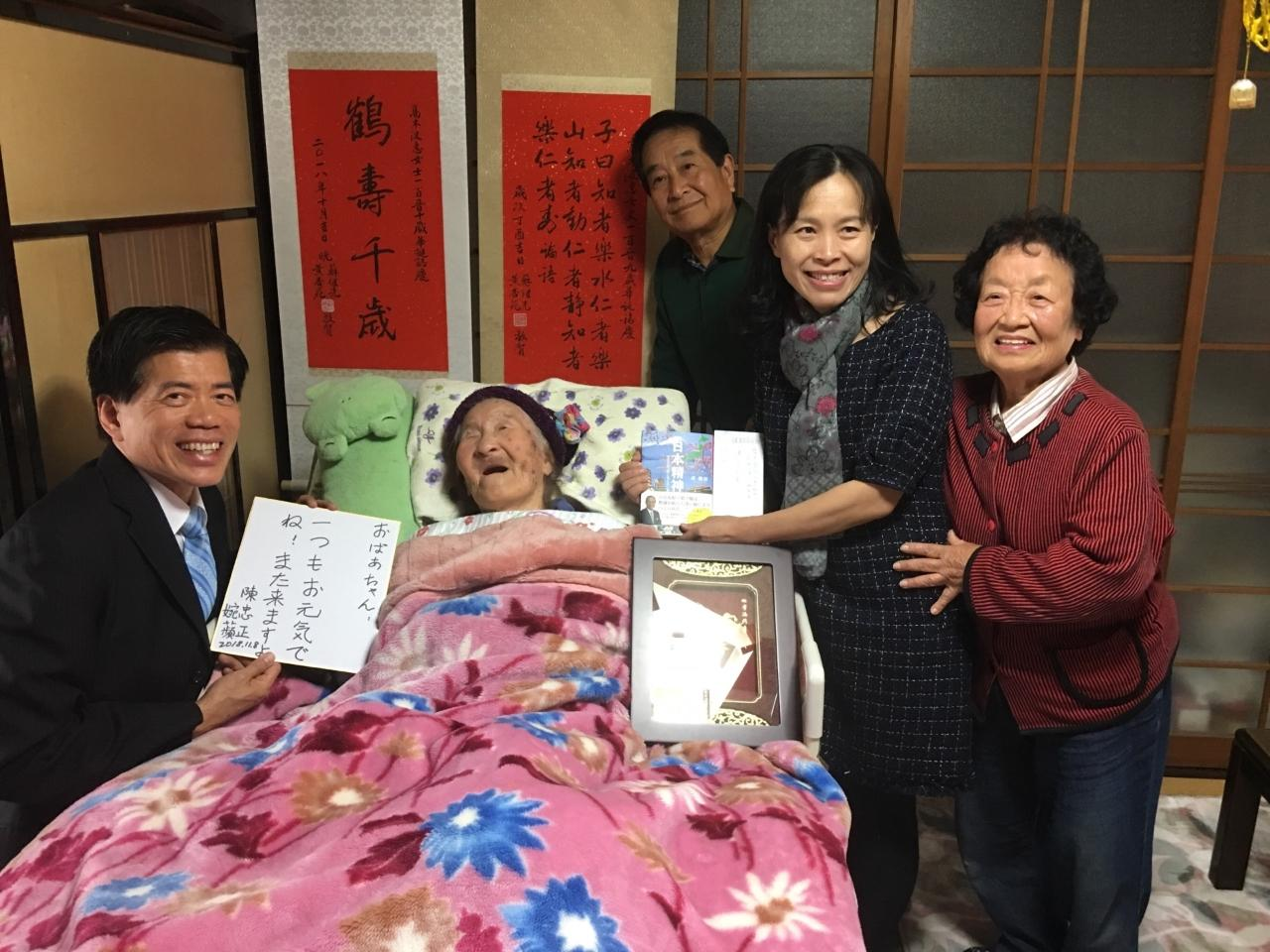
2018年，陳忠正夫婦拜會高木老師
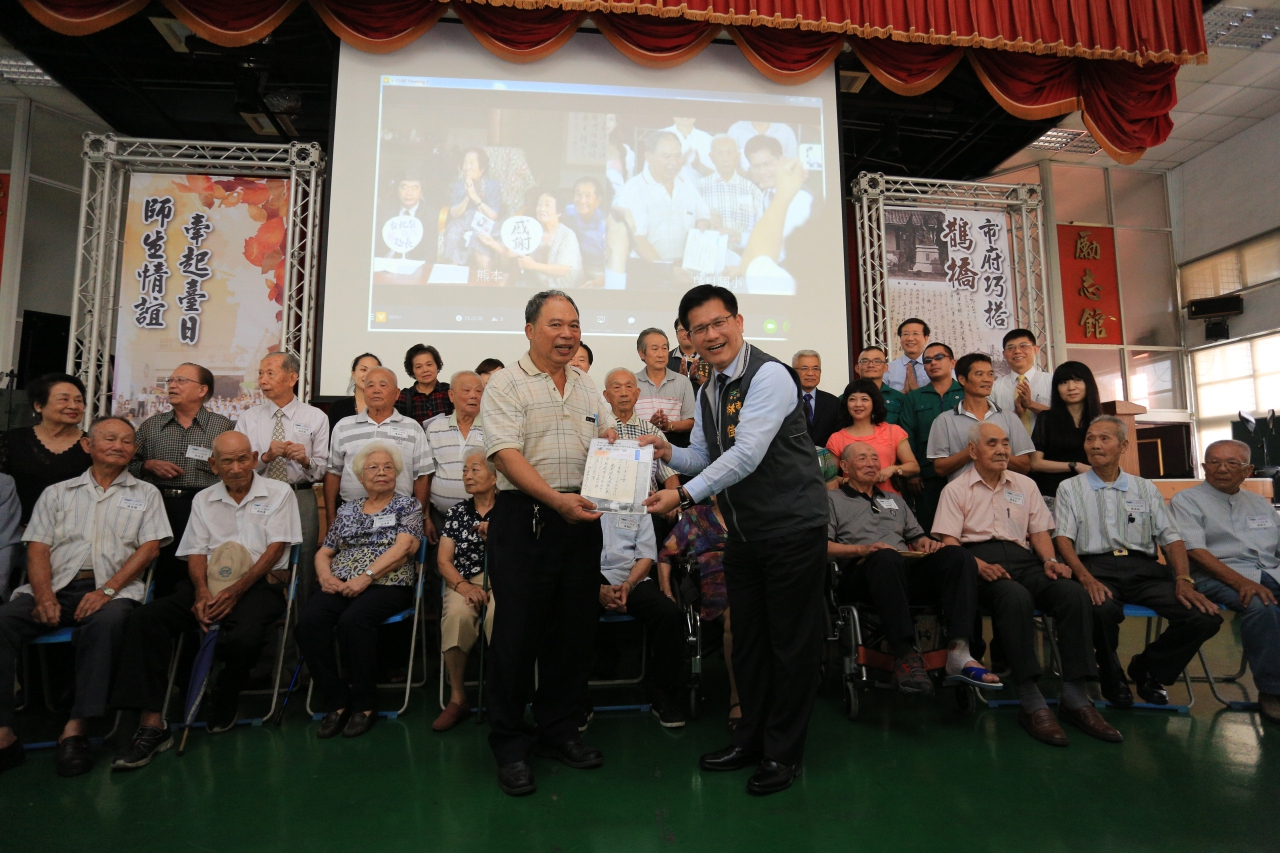
2015年，高木老師與在臺灣的學生視訊場景

## 外部鏈接
- Gerontology Wiki上的高木波惠條目 （页面存档备份，存于）